# Silvia De Marchi
Silvia De Marchi (* 25. Februar 1897 in Pavia, Italien; † 20. März 1936 in Padua, Italien) war eine italienische Psychologin. Sie war die erste Frau, die in Italien einen Abschluss in experimenteller Psychologie machte. De Marchi kann zu den europäischen Pionieren der Geistesforschung gezählt werden.

## Leben und Werk
De Marchi war die Tochter von Rosa Porro und Luigi De Marchi, der Professor für physische Geographie war. Sie hatte fünf Brüder und eine Schwester. 1902 zog ihre Familie nach Padua, wo ihr Vater zum ordentlichen Professor ernannt wurde. 1918 schloss sie ihr Abitur am Liceo Classico Tito Livio ab und begann 1919 ein Studium der Philologie, Literatur und Geschichte an der Universität Padua. Sie besuchte 1920/21 das von Vittorio Benussi gegründete Labor für experimentelle Psychologie. Bald nach ihrem Eintritt in das Labor beantragte sie, ihr Studium an der Philosophischen Fakultät fortsetzen zu dürfen, und ihr Antrag wurde nach einem Jahr und zahlreichen Briefwechseln zwischen dem Universitätspräsidenten und dem Bildungsministerium genehmigt. Sie schloss ihr Philosophiestudium 1924 mit einer Arbeit über den experimentellen Beitrag zur forensischen Psychologie ab: Contributi alla psicologia giudiziaria. Ihre empirische Arbeit war die einzige, die während der neun Jahre, die Benussi in Padua verbrachte, von ihm betreut wurde. Ihre Vorarbeiten wurden 1923 auf dem IV. Nationalen Psychologiekongress in Florenz von Benussi vorgestellt, als De Marchi noch Studentin war. Im Kongressbericht heißt es, Benussi habe De Marchis Vortrag vorgelesen.
Am 16. Oktober 1925 wurde sie als ehrenamtliche Assistentin im Psychologielabor angestellt und blieb dort auch 1927 nach Benussis Tod. Von 1929 bis 1932 war sie Praktikantin am Institut für Experimentalpsychologie unter der Leitung von Cesare Musatti. Im November 1929 nahm sie am VII. Nationalen Kongress für Experimentalpsychologie und Psychotechnik in Turin mit einem Vortrag mit dem Titel Formwahrnehmung und Quantitätseindruck: ein Sonderfall der Müller-Lyer-Figur teil.
1932 heiratete sie Cesare Musatti, mit dem sie einen Sohn bekam. 1935 erlitt sie aufgrund einer Infektion eine Fehlgeburt. De Marchi starb 1936 im Alter von 39 Jahren an einer Mastoiditis.
Ihre Großnichte Leila Schneps ist eine US-amerikanische Mathematikerin und Schriftstellerin und deren Tochter Coralie Colmez ist eine französische Autorin und Dozentin für Mathematik und Mathematikdidaktik.

## Forschung
De Marchi war zusammen mit Cesare Musatti eine Schülerin von Benussi und eine seiner ersten Mitarbeiterinnen im Psychologischen Labor von Padua. Sie forschte in den Bereichen Wahrnehmungspsychophysik und forensische Psychologie. 1929 wurde im Archivo italiano di psicologica ein Bericht über die Erfahrungen veröffentlicht, die sie 1923 in Florenz vorgestellt hatte und  der hauptsächlich auf der Verwendung des Tachistoskops basierte: La valutazione numeriche di collectivita. Mit dieser Arbeit nahm sie die Entdeckung der Methode zur Mengenschätzung vorweg, die dem britischen Physiker Lewis Fry Richardson zugeschrieben wird. Sie war vermutlich auch die Erste, die eine mit dieser Methode erhaltene psychophysische Funktion grafisch darstellte (Masin, 2012).
De Marchi ging von der Beobachtung aus, dass die Tendenz zur Über- oder Unterschätzung eine stabile Eigenschaft von Beobachtern ist und das Menschen in dieser Hinsicht tendenziell beständig sind und daher in zwei Kategorien eingeteilt werden können. Sie wies darauf hin, dass die Schätzung nicht stärker durch die Kenntnis der genauen Zahl beeinflusst wird, da Beobachter einen direkten Eindruck von der Zahl haben und diese Wahrnehmung sich vom Zählen oder Schlussfolgern über die Zahl unterscheidet. Ihr gelang es mehrere Schlüsselfaktoren zu identifizieren, die die Schätzung beeinflussen, wie etwa die Ausdehnung, die Konfiguration, die Dichte und die Belichtungszeit.
De Marchi veröffentlichte 1929 eine Reihe von Experimenten zur visuellen Häufigkeit. Sie präsentierte den Versuchspersonen verschiedene Punktanordnungen für sehr kurze Zeit. Um das Zählen der Punkte zu vermeiden, bat sie, die Häufigkeit der Punkte numerisch zu schätzen. Die Größenschätzung erfordert eine absolute Beurteilung der Häufigkeit jedes Punktmusters. Die alternative Methode der relativen Beurteilung erfordert einen Vergleich der Muster. Im Vergleich zu früheren Studien von Liebenberg 1914 und Johann Mokre 1927 verwendete De Marchi eine größere Anzahl von Punkten, unterschiedliche Belichtungszeiten und unterschiedliche räumliche Anordnungen.
Sie untersuchte feste Punktkonfigurationen in den statischen Experimenten und bewegte Punktkonfigurationen in den dynamischen Experimenten. Die Punktkonfigurationen wurden tachistoskopisch dargestellt, d. h. die Reize wurden sehr kurz auf eine Leinwand projiziert. Sie verwendete einen Ernemann-Projektor, der Projektionen mit einer Kantenlänge von wenigen Zentimetern bis zu mehreren Metern ermöglichte. Die Lampe des Projektors wurde durch eine Schaltung aktiviert, die unter anderem aus einem Metallstift und einem Kymographen bestand. Dadurch war es möglich, die Objektträger unterschiedlich lange mit Belichtungszeiten von 200 bis 8000 Millisekunden oder mehr zu beleuchten.
In einigen Fällen überschätzten die Probanden die Anzahl der Punkte, in anderen unterschätzten sie sie. Diese Abweichungen waren personenabhängig. De Marchi stellte fest, dass der Mittelwert der Über- und Unterschätzungen nicht annähernd der tatsächlichen Anzahl der Punkte entsprach, und riet Richtern, diese Erkenntnisse zu verallgemeinern, bei der Auswertung von Informationen verschiedener Zeugen vorsichtig zu sein.
De Marchi beobachtete die Wechselwirkungen zwischen internen Faktoren, die das Bewusstseinsverhalten der Probanden gegenüber den Reizen darstellen, und externen Faktoren, die durch die objektiven Bedingungen gegeben sind, unter denen die Reize präsentiert wurden. Durch Manipulation der Einwirkzeit, der wahrgenommenen Lebhaftigkeit, der Punktfläche, der Form und Größe der Muster, der Punktdichte und der räumlichen und zeitlichen Anordnung konnte sie stabile und spezifische Auswirkungen auf die Schätzungen der Probanden feststellen. So war beispielsweise bei kleinen Punktmusterflächen eine geringere Punktdichte ausschlaggebend für eine Überschätzung, während bei großen Punktmustern eine geringere Dichte zu einer Unterschätzung führte.
Sie führte umfangreiche experimentelle Untersuchungen zu Atemmustern bei Täuschungen durch und wandte dabei das von Benussi eingeführte „Inspirations-Exspirations-Verhältnis“ an, um die Glaubwürdigkeit von Zeugen zu beurteilen.
Um die vielfältigen Einflüsse auf individuelle Urteile und Einschätzungen zu erklären, erwähnte De Marchi auch, dass Benedetto Castelli der erste war, der eine wissenschaftliche Erklärung für die Mondtäuschung lieferte.
De Marchi drängte auf die Einführung objektiver Maßnahmen zur Beurteilung der Glaubwürdigkeit von Zeugen vor Gericht. Sie stellte die Hypothese auf, dass die Übereinstimmung der Berichte über ein Ereignis nicht nur darauf zurückzuführen sein könnte, dass alle Zeugen dasselbe beobachtet haben, sondern auch darauf, dass alle Zeugen einheitlich auf bestimmte Ereignisse reagierten und sich in ihren Erinnerungsfehlern einheitlich verhielten, insbesondere wenn sie demselben Umfeld entstammten. Eine Übereinstimmung von Gerichtsaussagen kann sowohl auf die Beobachtung eines Sachverhalts als auch auf eine reaktive Konsistenz der Illusion als Reaktion auf eine bestimmte Abfolge von Elementen zurückzuführen sein.

## Veröffentlichungen (Auswahl)
- La valutazione di collettività [Bewertungen von Kollektiven]. Atti del IV Congresso Nazionale di Psicologia Sperimentale, Florenz: Stab. Tipp. Bandettini, 1932, S. 131–134.
- Le valutazioni numeriche di collettività [Numerische Bewertungen von Kollektiven]. Archivio Italiano di Psicologia 7, 1929, S. 177–225.
- Suggestione e psicanalisi/ Vittorio Benussi [Suggestion und Psychoanalyse / Vittorio Benussi]. Messina-Mailand: Principato, 1932.